# Joachim Starbatty

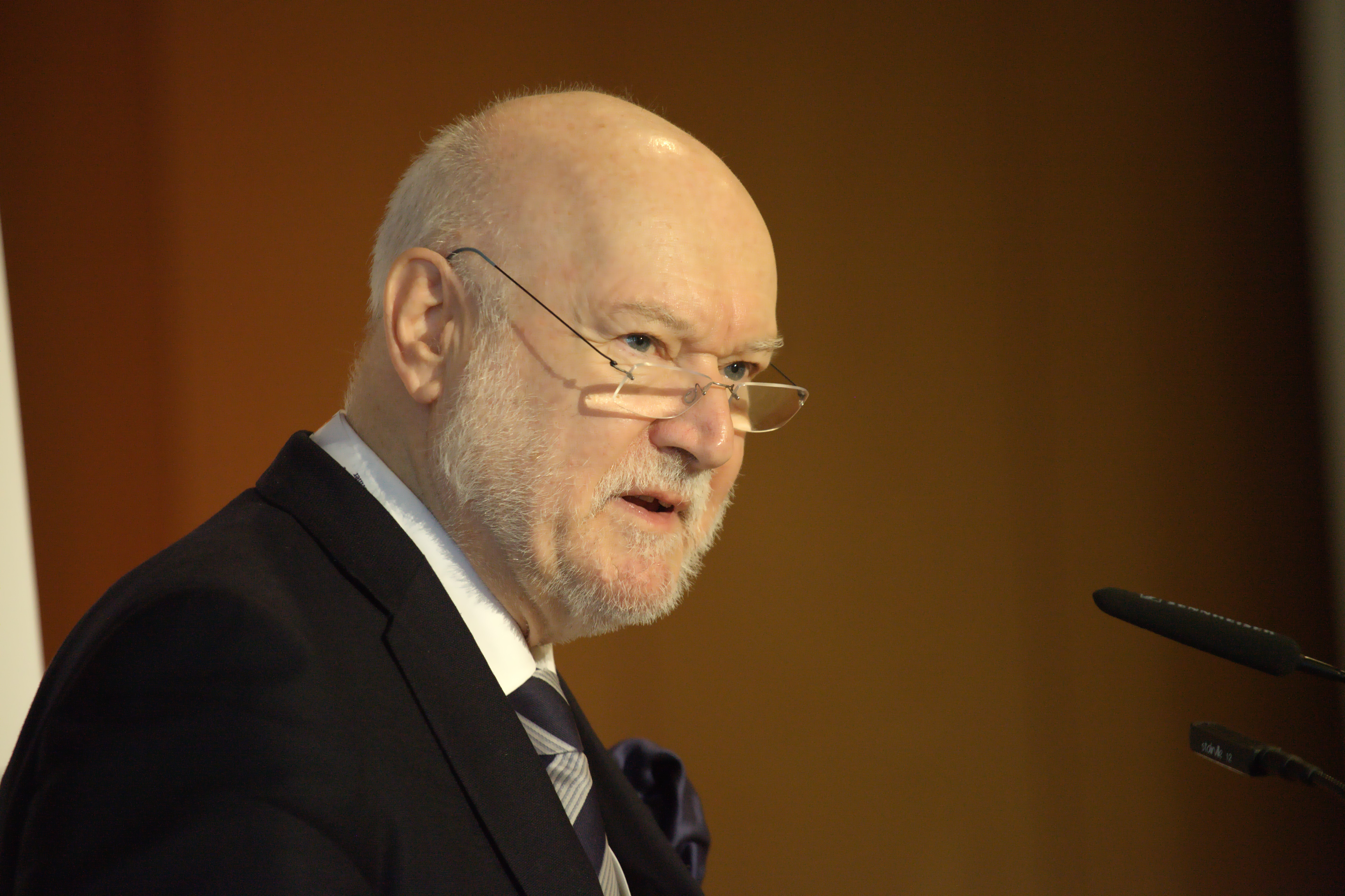
Joachim Starbatty auf dem Bundesparteitag der LKR in Siegen am 11. März 2017

Joachim Starbatty (* 9. Mai 1940 in Düsseldorf) ist ein deutscher Ökonom und Politiker (CDU, Bund freier Bürger, AfD, LKR, jetzt parteilos). Er ist emeritierter Professor für Volkswirtschaftslehre an der Eberhard Karls Universität Tübingen und war Vorsitzender der Aktionsgemeinschaft Soziale Marktwirtschaft. Mit seinen Klagen vor dem Bundesverfassungsgericht erlangte er Aufmerksamkeit. Er war von 2014 bis 2019 Mitglied des Europäischen Parlaments. Starbatty war ab 2013 Vorsitzender des wissenschaftlichen Beirates der AfD, 2015 legte er seine Ämter nieder, trat aus der Partei aus und schloss sich der neugegründeten Allianz für Fortschritt und Aufbruch (ALFA, später Liberal-Konservative Reformer (LKR), inzwischen „Wir Bürger“) an. Im September 2018 gab Starbatty seinen Austritt aus den LKR bekannt.

## Leben und akademischer Werdegang
Joachim Starbatty wurde 1940 als Sohn eines Oberleutnants der Polizei in Düsseldorf geboren. Sein Vater fiel 1945 in Kurland. Nach dem Abitur 1960 am humanistischen Görres-Gymnasium in Düsseldorf studierte er Volkswirtschaftslehre und Politische Wissenschaft an der Albert-Ludwigs-Universität Freiburg und der Universität zu Köln. 1964 machte er sein Examen als Diplom-Volkswirt. Von 1965 bis 1969 war er Wissenschaftlicher Assistent von Alfred Müller-Armack am Institut für Wirtschaftspolitik an der Universität zu Köln. 1967 wurde er bei Müller-Armack mit der Dissertation Regionale Strukturpolitik in der sozialen Marktwirtschaft zum Dr. rer. pol. promoviert.
Von 1969 bis 1972 war er wissenschaftlicher Referent für allgemeine Wirtschaftspolitik und internationale Währungspolitik der CDU/CSU-Bundestagsfraktion. Nach seiner 1975 erfolgten Habilitation an der Wirtschafts- und Sozialwissenschaftlichen Fakultät in Köln mit der Arbeit Erfolgskontrolle der Globalsteuerung. Konjunkturpolitik unter dem Einfluss der politischen Willensbildung wurde er 1976 auf die Professur für Wirtschaftspolitik an die Ruhr-Universität Bochum berufen. 1983 wechselte er auf den Lehrstuhl für Volkswirtschaftslehre, insbesondere Wirtschaftspolitik, an die Eberhard Karls Universität Tübingen. 1985/1986 war er Dekan der Wirtschaftswissenschaftlichen Fakultät der Universität Tübingen. Von 1990 bis 1994 war er Stellvertretender Sprecher des Tübinger Graduiertenkollegs „Vertiefung der Europäischen Integration“.
Von 1991 bis 1993 war Starbatty Mitglied des Gründungssenats und Vorsitzender der Gründungskommission „Wirtschaftswissenschaft“, zudem 1990 bis 1992 Gründungsdekan der Wirtschaftswissenschaftlichen Fakultät an der Europa-Universität Viadrina in Frankfurt (Oder). Starbatty hatte mehrere Gastprofessuren an der University of Washington (USA: 1991, 1995, 2002) und der Dōshisha-Universität (Japan: 1995) inne. Auch nach seiner Emeritierung im September 2005 engagiert Starbatty sich an der Universität Tübingen im Rahmen des dortigen Studium Generale.
Er ist verheiratet und wohnt in Tübingen.

## Politisches und gesellschaftliches Wirken

### Engagement für die wirtschaftsliberale Umgestaltung der Sozialen Marktwirtschaft
Starbatty hat zahlreiche Arbeiten veröffentlicht, insbesondere zu den Grundlagen der Sozialen Marktwirtschaft aus einer dezidiert wirtschaftsliberalen und sozialstaatskritischen Perspektive heraus. Über wissenschaftliche Publikationen hinaus veröffentlichte er Artikel unter anderem im Focus, der Frankfurter Allgemeinen Zeitung, im Handelsblatt und in der Jungen Freiheit.
Er war seit 1980 Stellvertretender Vorsitzender, seit 1991 Vorsitzender des Vorstands und des Wissenschaftlichen Beirats der Aktionsgemeinschaft Soziale Marktwirtschaft. Er ist seit 1986 Mitglied der Tübinger Forschergruppe der Deutschen Forschungsgemeinschaft (DFG) „Internationale Wirtschaftsordnung“.
1992 war er Referent bei der ersten Hochschulwoche „Deutschland und Europa auf der Suche nach neuer Gestalt“ des Studienzentrums Weikersheim.
Außerdem ist er Mitautor des 2008 initiierten Jenaer Aufrufs zur Erneuerung der Sozialen Marktwirtschaft, der sich für eine stärker wirtschaftsliberale Ausrichtung aussprach. Man wendete sich dort u. a. gegen „sozialpolitische Bevormundung“, gegen „Umverteilung“ und „kollektivistische Gesellschaftsplaner“, welche nach Ansicht der Verfasser sogar den Bestand der Marktwirtschaft gefährdeten. Die Politik müsse hingegen vor allem die Belange der Eigentümerunternehmer im Blick haben, weil diese das „Rückgrat unserer Gesellschaft“ darstellen würden. Sozialpolitik sei nunmehr auf „marktkonforme“ Formen zurückzuführen, unter Stärkung der Eigenverantwortung. Nach Möglichkeit sei Sozialpolitik auch nicht vom Staat, sondern „zunächst durch Familien, kirchliche Einrichtungen und andere Selbsthilfeorganisationen“ zu leisten.
Starbatty hielt Vorträge zur Euro-Rettungspolitik vor verschiedenen studentischen Organisationen und Studentenverbindungen u. a. dem Evangelischen Stift Tübingen und der Burschenschaft Germania Tübingen. Darüber hinaus war er auch Vortragender bei einzelnen Mitgliedsverbindungen der Deutschen Burschenschaft (DB) wie der Erlanger Burschenschaft Frankonia (2011) und der Marburger Burschenschaft Rheinfranken (2013).

### Klagen vor dem Bundesverfassungsgericht
1997 reichte Starbatty gemeinsam mit Wilhelm Hankel, Wilhelm Nölling und Karl Albrecht Schachtschneider beim Bundesverfassungsgericht (BVerfG) eine Verfassungsbeschwerde gegen die Einführung des Euro in der dritten Stufe der Europäischen Wirtschafts- und Währungsunion ein, die jedoch nicht erfolgreich war.
2010 klagte er erneut vor dem BVerfG, nun zusammen mit Wilhelm Hankel, Wilhelm Nölling, Karl Albrecht Schachtschneider und Dieter Spethmann gegen den Milliardenkredit im Zuge der Griechischen Staatsschuldenkrise. Nach ihrer Meinung verstieß ein entsprechendes Gesetz gegen EU-Recht und das deutsche Grundgesetz. Von der kurz darauf getätigten 123-Milliarden-Zusage der Bundesregierung wusste er zum Zeitpunkt der Ablehnung noch nichts. Der Eilantrag wurde abgelehnt. Später nahm das Gericht die Klage jedoch an und legte sie den Beteiligten (Bundesregierung, Bundestag und Bundesrat) vor.
Im Juli 2011 reichte er, unter anderem mit Peter Gauweiler, eine Verfassungsbeschwerde gegen den Rettungsfonds der EU im Zuge der Euro-Krise ein, die jedoch am 8. September 2011 zurückgewiesen wurde.

Erfolglos war schließlich das Verfahren gegen den Europäischen Stabilitätsmechanismus und den Europäischen Fiskalpakt.

### Parteipolitisches Wirken
Starbatty war von 1970 bis 1994 Mitglied der CDU. Aus Enttäuschung über die Abwendung der Partei von den Konzepten Ludwig Erhards trat er aus. Danach war er Mitglied – nach eigenen Aussagen von Februar bis November 1994 – sowie stellvertretender Bundesvorsitzender, wirtschaftspolitischer Sprecher und bei der Europawahl 1994 Listenkandidat der Partei Bund freier Bürger.
Starbatty war Gründungsmitglied der Wahlalternative 2013 und Mitglied des wissenschaftlichen Beirates der Partei Alternative für Deutschland (AfD), die sich für eine Aufgabe des einheitlichen Euro-Währungsraumes einsetzen. Am 23. Mai 2013 teilte die Alternative für Deutschland auf ihrer Facebook-Seite mit, dass Starbatty nunmehr vollständig in die Partei eingetreten sei. Am 25. Mai 2013 wurde Starbatty auf Platz 1 der Landesliste des Berliner Landesverbandes der Alternative für Deutschland für die Bundestagswahl 2013 gewählt. Bei der Wahl zum europäischen Parlament 2014 stand Starbatty auf Platz 5 der Bundesliste der AfD. Am 14. Juli 2015 erklärte Starbatty öffentlich seinen Austritt aus der Alternative für Deutschland, da sich die Partei „in eine Richtung entwickelt“ habe, die er „nicht mehr mittragen“ könne. Starbatty lehnte den „rechtspopulistischen Kurs“ der Partei unter der Führung von Frauke Petry ab. Danach schloss er sich der neugegründeten LKR (damals ALFA) an und trat im September 2018 aus der selbigen aus. Er begründete dies mit seiner Ablehnung der Namensänderung der Partei,  weil er dachte, sie würde in Zukunft Bernd Lucke und die Liberal-Konservativen Reformer heißen.
Starbatty war Mitglied des Council der Allianz der Europäischen Konservativen und Reformer.

### Mitglied des Europäischen Parlaments
Starbatty war 2014 bis 2019 Mitglied des Europäischen Parlaments. Dort war er Mitglied im Ausschuss für auswärtige Angelegenheiten (AFET) und stellvertretendes Mitglied im Ausschuss für internationalen Handel (INTA).

## Ehrungen und Auszeichnungen
- 1995: Ehrendoktorwürde Dr. rer. pol. h. c. durch die Wirtschaftswissenschaftliche Fakultät der Europa-Universität Viadrina, Frankfurt/Oder
- 2003: Alexander-Rüstow-Plakette der Aktionsgemeinschaft Soziale Marktwirtschaft (2018 zurückgegeben[31])
- 2013: Walter-Eucken-Medaille für Ordnungspolitik des Walter Eucken Instituts[32]

## Schriften (Auswahl)

### Monografien
- Erfolgskontrolle der Globalsteuerung. Konjunkturpolitik unter dem Einfluss der politischen Willensbildung (= Schriften zur Wirtschaftspolitik. Band 8). Knapp, Frankfurt am Main 1976, ISBN 3-7819-2113-1.
- Stabilitätspolitik in der freiheitlich-sozialstaatlichen Demokratie (= Monographien der List-Gesellschaft e. V. Band 2). Nomos, Baden-Baden 1977, ISBN 3-7890-0308-5.
- mit Rainer Gerding: Zur Entnationalisierung des Geldes. Eine Zwischenbilanz (= Vorträge und Aufsätze. 78). Mohr, Tübingen 1980, ISBN 3-16-343381-2.
- Die englischen Klassiker der Nationalökonomie. Lehre und Wirkung (= Erträge der Forschung. Band 224). Wissenschaftliche Buchgesellschaft, Darmstadt 1985, ISBN 3-534-05514-4.
  - kaum veränderte Neuauflage mit einer Nachbetrachtung von Heinz Rieter. Kohlhammer, Stuttgart 2016, ISBN 978-3-17-025658-3.
- mit Wilhelm Nölling und Karl A. Schachtschneider: Währungsunion und Weltwirtschaft. Lucius & Lucius, Stuttgart 1999, ISBN 3-8282-0098-2.
- mit Knut W. Nörr: Soll und Haben – 50 Jahre Soziale Marktwirtschaft (= Marktwirtschaftliche Reformpolitik. Band 3). Lucius & Lucius, Stuttgart 1999, ISBN 3-8282-0105-9.
- mit Rolf Haase: Wirtschafts- und Währungsunion auf dem Prüfstand. Schritte zur weiteren Integration Europas (= Marktwirtschaftliche Reformpolitik. Band 1). Stuttgart 2001, ISBN 3-8282-0045-1.
- mit Wilhelm Hankel und Wilhelm Nölling, Karl Albrecht Schachtschneider: Die Euro-Illusion. Ist Europa noch zu retten? (= Rororo. 23085). Rowohlt 2001, ISBN 3-499-23085-2.
- mit Wilhelm Hankel und Karl Albrecht Schachtschneider: Der Ökonom als Politiker: Europa, Geld und die soziale Frage. Festschrift für Wilhelm Nölling. Lucius & Lucius, Stuttgart 2003, ISBN 3-8282-0267-5.
- Tatort Euro. Bürger, schützt das Recht, die Demokratie und euer Vermögen. Europa Verlag, Wien 2013, ISBN 978-3-944305-03-5.
- mit Hans-Olaf Henkel: Deutschland gehört auf die Couch!: Warum Angela Merkel die Welt rettet und unser Land ruiniert. Europa Verlag, Wien 2016, ISBN  978-3-9589-0061-5.

### Herausgeberschaften
- Geldordnung und Geldpolitik in einer freiheitlichen Gesellschaft. Symposion vom 23. – 26. Juli 1981 in Herrsching am Ammersee (= Wirtschaftswissenschaftliche und wirtschaftsrechtliche Untersuchungen, 18). Mohr, Tübingen 1982, ISBN 3-16-344601-9.
- mit Gregor Vogt-Spira und Jürgen Wertheimer: Kultur des Wettbewerbs – Wettbewerb der Kulturen (= Impulse, Band 7). Steiner, Stuttgart 2012, ISBN 978-3-515-10171-4.
- Klassiker des ökonomischen Denkens. Teil 1 und 2 in einer Gesamtausgabe. Nikol, Hamburg 2012, ISBN 978-3-937872-92-6.
- mit Heinrich Strecker und Günter Randecker: Über 400 Semester. Wirtschaftswissenschaftliche Vorlesungen an der Eberhard Karls Universität Tübingen 1798–2013. Lucius & Lucius, Stuttgart 2014, ISBN 978-3-8282-0601-4.